# Яськів Олег Ігорович
Олег Ігорович Яськів  (нар. 28 березня 1972) – український фізик-матеріалознавець, культуролог, кінознавець та громадсько-політичний діяч, проректор із наукової роботи УКУ, Директор культурно-інформаційного Центру Шептицького УКУ, член Національної скаутської організації України «Пласт». та аналітичного центру «Європейський діалог».

## Життєпис
Олег Яськів народився 28 березня 1972 у Львові.
Після закінчення школи у 1989 році вступив до Львівського державного університету ім. І.Франка. Навчався на фізичному факультеті, який закінчив у 1994 році. 
З 1994 по 1997 рр. продовжив навчання на аспірантурі при Фізико-механічному інституті ім. Г.В.Карпенка Національної Академії Наук України.
З 1997 по 2000 рр. навчався у Київському Державному Інституті театру і кіно ім. Карпенка-Карого на факультеті кіно і телебачення. 
У 2000 р. захистив Кандидатську дисертацію, здобувши ступінь кандидата технічних наук за спеціальністю матеріалознавство.
У 2010 р. захистив докторську дисертацію (доктор технічних наук, матеріалознавство).

## Сфера наукових зацікавлень
Інженерія поверхні титанових сплавів методами термодифузійного насичення для авіаційної та хімічної промисловостей
Матеріалознавчі аспекти ядерної енергетики (рідкометалева корозія та окрихчення)
Захист від корозії функціональних поверхонь титанових сплавів
Механічні властивості матеріалів в екстремальних умовах експлуатації
Філософія науки і культури, Філософія діалогу
Кіно та медіа

## Наукова та викладацька діяльність
З 1994 по 2016 рік працював науковцем у Фізико-механічному інституті Національної Академії Наук України.
З 2016 р. став професором кафедри комп’ютерних наук та інформаційних технологій Українського католицького університету..
Впродовж 2017 – 2020 рр. викладав курси з кіномистецтва «Візуальні комунікації: кіномистецтво» та «Кіно і наративи» у Школі Журналістики УКУ та на гуманітарному факультеті університету УКУ. 
З 2017 р. викладає курси «Філософія Науки і Культури» та «Історія культурних феноменів» в рамках програми Світоглядного ядра УКУ. 
Того ж року пройшов наукове стажування в Інституті європейських досліджень університету Нотр-Дам в Індіані, США.

## Адміністративна діяльність
2015 – 2016 рр. працював заступником директора з наукової роботи Фізико-механічного інституту Національної Академії Наук України. 
З липня 2020 р. і по тепер є проректором із наукової роботи УКУ.
З листопада 2016 р. як директор очолює культурно-інформаційний Центр Шептицького Українського Католицького Університету. 
З 2019 р. – експерт Українського культурного фонду та Українського інституту книги.

## Громадська діяльність
1989 – 1990 рр. – один із учасників відродження Національної скаутської організації «Пласт» в Україні; 
У 1990 і 1992 рр. у складі Студентського Братства Львова був одним із учасників студентських голодувань «На граніті»;
1990 – 1994 рр. – член Політради Студентського Братства м. Львова;
1992 – 1994 рр. – голова Пласту Львова;
1999 – 2000 рр. – співорганізатор і тренер міжнародного проєкту "Школа Лідерів";
2001 р. – учасник політичних акцій протесту «Україна без Кучми» та «За Правду»;
У 2004 р. був активним учасником Помаранчевої революції, а також Революції Гідності у 2013 – 2014 рр.
У 2007 – 2014 рр. – координував міжнародні волонтерські проєкти з відновлення історичної спадщинимістечок Західної України;
З 2017 р. – голова правління ГО «Аналітичний центр “Європейський діалог”»;
2018 р. – голова оргкомітету міжнародної конференції бібліотекарів «Koha-ton»; 
1997 – 2022 рр. – засновник та керівник Кіноклубу у м. Львові.
1998 – 2009 рр. – співзасновник та віце-президент Львівської обласної Ліги інтелектуальної творчості: інтелектуальні ігри «Що? Де? Коли?», «Брейн ринг».
З 2015 р. – член Капітули культурологічного часопису «Ї»
2021 р. – співорганізатор 49-го конгресу Європейської асоціації теологічних бібліотек.
Почесний Амбасадор Львова 2020 – 2022 рр.
Тренер з виборчих кампаній, публічних виступів, переговорів та конфліктів.

## Нагороди
Лауреат Премії Національної академії наук ім. Г. В. Карпенка (2014)
Лауреат Премії Кабінету Міністрів для молодих учених (2007)

## Наукові, науково-популярні та художні праці
145 наукових публікацій у фахових зарубіжних та вітчизняних індексованих виданнях (у т.ч. монографія «Багатокомпонентне термодифузійне насичення титанових сплавів» (2009)
Книга «Вечір кіно» (2018)
Книга «Сни Олега Яськіва» (2018)
Засновник та головний редактор сайту «Простір кіно»
Режисер та продюсер документальних фільмів «Симфонія радості» (2012), «Народження лідера» (2013), «TBFruit Corporate» (2015)
Поетична збірка «Ігри на сонці» (1998)
Автор публікацій на теми культури та політики у ЗМІ («Українська» «Правда», «Збруч»)